# Julio Mangada Rosenörn
Julio Mangada Rosenörn (Sancti Spíritus, Cuba, 30 de juny de 1877 - Mèxic, 14 d'abril de 1946) va ser un destacat militar durant la República i la Guerra Civil espanyola. També va ser un destacat impulsor de l'esperanto.

## Infància i joventut
Neix el 1877 a Cuba, aleshores encara colònia espanyola, on estava destinat el seu pare, militar professional. Els seus primers anys viu a casa dels seus avis, que es dediquen a l'ensenyament. La seva carrera militar comença el 1896 en ingressar a l'Acadèmia d'Infanteria de Toledo, de la qual surt amb el grau de tinent. Va arribar a participar, molt breument, en la Guerra d'Independència cubana. Va contreure matrimoni amb Josefa Sanz amb la qual va tenir un fill, Luis, que l'acompanyà a l'exili, i dues filles, mortes ambdues a Madrid en circumstàncies tràgiques.
És arrestat el maig de 1900 essent tinent d'infanteria a Sant Sebastià per una denúncia del coronel per una mostra de simpatia durant una festa proletària. Per la seva professió canvia de destinació sovint, encara que els seus llocs de residència més estables són Madrid i Jaca. El 1906 ascendeix a capità i també ingressa en una lògia maçònica liberal.

## Període pre-republicà
El 1917 va defensar José Gualterio Ortega Muñoz, jutjat en consell de guerra per la vaga revolucionària d'aquell any, per la qual cosa se li imposaran quinze dies d'arrest a la Ciutadella de Jaca. El 1918 ascendeix a comandant. Per aquesta defensa, la Unió General de Treballadors en assemblea general li dona les gràcies. El president del Partit Socialista Obrer Espanyol, Pablo Iglesias, el felicita personalment, a més d'altres personalitats socialistes i republicanes, que animen a rebre'l popularment.
Mangada, ja reconegut per les seves idees progressistes, de vegades fins i tot excèntriques, va ser arrestat diverses vegades sota la dictadura de Primo de Rivera. Ascendeix a tinent coronel el 1929.

## Segona República
Es troba a càrrec de la guarnició de Jaca quan es produeix la fallida revolta republicana de 1930. Fou absolt en no poder provar-se-li res, ja que en aquell moment es trobava a Madrid després de la defunció de la seva filla. Mesos després es proclama la Segona República.
El 27 de juny de 1932 va protagonitzar el conegut «incident de Carabanchel.» El general de divisió Manuel Goded i el general Villegas, durant unes pràctiques militars amb cadets a Madrid, manifesten un discurs crític amb la política del Govern, acabant amb un Viva España.. y nada más ometent a propòsit el Viva la República que per llei estaven obligats a pronunciar. Tot seguit, Mangada recrimina al general Goded la seva actitud i aquest ordena arrestar-lo.
Públicament se sap que alguns generals i alts rangs de l'exèrcit com Goded o Villegas són monàrquics i se'ls creu embolicats en conspiracions contra el Govern. Això permeté al ministre de la Guerra, Manuel Azaña, rellevar dels seus càrrecs els principals implicats. Mangada fou processat i posteriorment absolt, en part gràcies al suport popular.
Mangada, amb l'arribada al poder d'un govern conservador reaccionari i la seva participació en la Revolució d'Astúries de 1934, és empresonat. Un any després passa a la reserva de l'Exèrcit, aprofitant la generosa llei que permetia el pas a la reserva dels oficials per tal de reestructurar l'exèrcit. S'afilia a Izquierda Republicana i publica el fulletó El fascio en el Ejército o la Unió Militar Espanyola (UME), alertant sobre les conspiracions contra el govern.
Durant aquest període Mangada intensificarà la seva activitat política, especialment mitjançant la seva col·laboració en la Unió Militar Republicana Antifeixista (UMRA). Intervindrà en els funerals del capità Carlos Faraudo i del tinent José del Castillo. Quan es difon en mitjans dretans una llista d'un presumpte govern revolucionari, el seu nom apareix com a possible Comissari de Guerra.

## La guerra civil
El 1936, a l'inici de la guerra civil, recluta a un grup de milicians i destaca com a part important en el fracàs dels rebels a Madrid. Va instal·lar a la madrilenya Casa de Campo uns tribunals que van jutjar sumàriament alguns militars revoltats amb nombroses execucions sense procés judicial legal.
S'incorpora a l'Exèrcit Popular de la República i el govern li assigna un miler de fusells i el posa al comandament d'una columna de milicians: la Columna Mangada.
Aconsegueix sonats èxits amb la derrota d'una columna manada pel comandant Doval a Navalperal de Pinares i la mort en combat d'Onésimo Redondo, cap de Falange Española, a Labajos.
És arran d'aquests èxits inicials que es guanya el sobrenom de general del poble, encara que oficialment és ascendit a coronel honorari. El 21 d'agost l'alcalde Pedro Rico López li atorgà la Medalla d'Or de Madrid. Els milicians fins i tot el van passejar a coll per la Puerta del Sol.
No obstant això, poc després, al front de Talavera de la Reina, va sofrir diverses derrotes en trobar-se amb l'exèrcit africà, per la qual cosa és destituït del comandament directe i nomenat governador militar d'Albacete, seu de les Brigades Internacionals, i inspector de la instrucció de les noves brigades.

## Exili americà
Amb la derrota del govern, marxa des d'Alacant a l'exili el 28 de març de 1939. Aconseguí escapar en el vaixell anglès Stanbrook amb passaport per a Mèxic, amb la seva esposa i fill, al costat de moltes persones que fugen del país. No obstant això, són desembarcats a Orà (Algèria), on romanen presoners juntament amb uns cinc mil presos en un camp de concentració francès, en una vella presó. Gràcies al seu reconeixement esperantista, el general Bastien, president de la Lliga Internacional Esperantista, li atorga la llibertat d'ell i la seva família. I gràcies a una organització esperantista cubana aconsegueixen passaports com a cubans per sortir d'Algèria en direcció a Casablanca (Marroc).
Des d'allí embarquen al buc portuguès Serpa Pinto cap a l'Argentina gràcies a una col·lecta organitzada per l'Associació Esperantista Argentina. Des de 1941 fins a la seva mort el 1946, resideix a Veracruz, Mèxic.
A més de militar professional, es va interessar per l'espiritisme o el naturisme.
En 2011 el Ministeri de Cultura va rebre d'un descendent d'exiliats espanyols, una important col·lecció d'objectes personals, fotografies i documentació familiar del coronel Mangada pel Centro Documental de la Memoria Histórica a Salamanca.

## Esperantista

Bandera de l'esperanto

Va ser molt conegut com a promotor de l'esperanto a Espanya. L'aprèn el 1906, on a més ascendeix a Capità i ingressa en la maçoneria, cosa que l'ajudaria en la difusió de l'esperanto. En aquesta època va ser professor de Manuel Pérez Gomez. Mangada havia descobert durant la seva infància el Volapük, un dels primers intents moderns de crear una llengua internacional, amb el qual simpatitza el seu pare, amics i professors de l'Acadèmia d'Enginyers de Guadalajara. Serà en aquesta Acadèmia on ingressaren altres militars destacats i futurs esperantistes com Emilio Herrera Linares.
Amb l'objectiu de difondre l'esperanto a les forces armades, va participar en la fundació de l'Associació de Militars Esperantistes (1910) de la que també van ser membres altres figures destacades, com l'esmentat Emilio Herrera o Vicente Inglada Ors. També va participar en la fundació de la Societo Zamenhof (1917) i l'Associació Espanyola d'Esperanto (1923) d'aquesta última també va ser el seu president i redactor de la seva revista. Representà al govern espanyol en el cinquè Congrés Mundial d'Esperanto, celebrat a Barcelona.
Redactor d'Hispana Lumo (Llum Espanyola, 1907). El 1912, juntament amb dos maçons, entre ells el Capità de l'Estat Major, Fernando Redondo, funda Homaro (Humanitat) que finalitzarà en començar la guerra. També participa en Hispana Esperantisto (òrgan oficial de l'Associació Espanyola d'Esperanto).
Va mantenir fortes discussions amb Manuel Maynar, un ferm partidari que el moviment esperantista espanyol s'organitzés en una confederació.
Va escriure i va editar una gramàtica, un manual de l'esperanto, va impartir nombrosos cursos entre a l'Ateneo de Madrid. Va escriure poesia i novel·la i va traduir part d'El Quixot i dues Novelas Ejemplares (1927) de Miguel de Cervantes Saavedra.
Amb la guerra civil, es converteix en un símbol de la resistència antifeixista en el moviment esperantista internacional. Va continuar la seva activitat esperantista encara després de finalitzar la guerra, en l'exili. De fet, el seu trasllat a Mèxic és possible gràcies a les organitzacions esperantistes internacionals. Allà va tenir contactes, entre d'altres, amb Eugène Lanti, fundador del SAT.

## Obres

### En esperanto
- Ferdinando VIa kaj Farinelli (novel·la històrica, 1920)
- Helpanta temaro por ĉiuj landoj (curs d'esperanto, 1925)
- Avila (1925)
- Pri Hispanujo kaj ĝiaj popolkantoj (Sobre Espanya i les seves cançons populars)
- Versaĵaro (1922)
- El moderna hispana Parnaso (antologia de poemas, 1927)
- Cervantes: Du junaj fraŭlinoj kaj Korneliino (traducció, 1927)
- Amelia kaj Marina (poemes, 1934)

### En espanyol
- ¿Con quién?, semblances històriques.
- El fascio en el ejército (1934)